# Al Shortastadion
Al Shurta Stadion is een multifunctioneel stadion in de Irakese hoofdstad Bagdad, waar voornamelijk voetbalwedstrijden worden gespeeld. Het is de thuisbasis van Al Shorta. 
Het stadion heeft een capaciteit van 7.000 toeschouwers.